# Буташевич-Петрашевський Михайло Васильович
Петрашевський (Буташевич-Петрашевський) Михайло Васильович (1(13).XI 1821, Петербург — 7(19).XII 1866, с. Бєльське, тепер Піровського р-ну Красноярського краю) — російський юрист, революціонер, організатор неформального інтелігентського гуртка (петрашевці).

Закінчив Царськосільський ліцей (1839) та юридичний факультет Петербурзького університету. Після закінчення університету (1841) служив перекладачем у міністерстві закордонних справ. Був редактором і співавтором «Кишенькового словника іноземних слів» (в. 1-2, 1845-46), у якому пропагувалося вчення соціалістів-утопістів Шарля Фур'є та Роберта Овна.
У будинку Михайла Петрашевського з 1844 року відбувалися зібрання, з 1845 року — щотижневі («п'ятниці»). Петрашевці користувалися бібліотекою Петрашевського, частину якої складали заборонені в Росії книги з історії революційних рухів, утопічного соціалізму, матеріалістичної філософії. Наприкінці 1848 року відбулися наради, присвячені організації таємного товариства, Петрашевський був прихильником тривалої підготовки народних мас до революційної боротьби.
У 1849 році Петрашевський і кілька десятків пов'язаних з ним осіб було заарештовані. Петрашевський і ще 20 осіб були засуджені до смертної кари. Серед цих 20 чоловік був письменник Федір Михайлович Достоєвський, який входив до гуртка петрашевців. Після проголошення вироку та інсценування розстрілу було оголошено про заміну страти безстроковою каторгою. Покарання Петрашевський відбував на Східнім Сибірі.